# Rzeczniów (village)
Pour les articles homonymes, voir Rzeczniów.
Rzeczniów (prononciation : [t͡ɕɛˈpjɛluf]) est un village polonais de la gmina de Rzeczniów dans le powiat de Lipsko de la voïvodie de Mazovie dans le centre-est de la Pologne.
Il est le siège administratif (chef-lieu) de la gmina appelée gmina de Rzeczniów.
Il se situe à environ 16 kilomètres à l'ouest de Lipsko (siège du powiat) et à 124 kilomètres au sud de Varsovie (capitale de la Pologne).

## Histoire
De 1975 à 1998, le village appartenait administrativement à la voïvodie de Radom.